# Tossal la Salve
El Tossal la Salve és un turó de 1.176,3 metres d'altitud del terme actual de Conca de Dalt, pertanyent a l'antic municipi de Toralla i Serradell, al Pallars Jussà, entre els pobles de Rivert i Toralla.
Està situat al nord-est de Rivert, a la part alta del Serrat de les Forques, al lloc on aquest serrat enllaça amb la serra principal, la Serra de Sant Salvador.